# Schizonycha castanea
Schizonycha castanea är en skalbaggsart som beskrevs av Moser 1917. Schizonycha castanea ingår i släktet Schizonycha och familjen Melolonthidae. Inga underarter finns listade i Catalogue of Life.